# Orthogrimmia grisea
Orthogrimmia grisea là một loài Rêu trong họ Grimmiaceae. Loài này được (Cardot) Ochyra & Żarnowiec mô tả khoa học đầu tiên năm 2003.